# Caroline Foot
Caroline Joy Foot (Londres, Inglaterra, 14 de marzo de 1965) es una nadadora retirada especializada en pruebas de estilo mariposa. Fue medalla de bronce en la prueba de 4x100 metros estilos durante el Campeonato Europeo de Natación de 1997.
Representó a Reino Unido en los Juegos Olímpicos de Seúl 1988 y Atlanta 1996.

## Palmarés internacional
| Campeonato Europeo de Natación | Campeonato Europeo de Natación | Campeonato Europeo de Natación | Campeonato Europeo de Natación |
| Año                            | Lugar                          | Medalla                        | Prueba                         |
| ------------------------------ | ------------------------------ | ------------------------------ | ------------------------------ |
| 1997                           | Sevilla ( España)              | Medalla de bronce              | 4 × 100 m estilos              |